# الحنكاسية (المضاربة والعارة)

تعديل مصدري - تعديل

الحنكاسية هي إحدى قرى عزلة المضاربة بمديرية المضاربة والعارة التابعة لمحافظة لحج، بلغ تعداد سكانها 23 نسمة حسب تعداد اليمن لعام 2004.